# Buildbox
Buildbox是一个专注于游戏创作的无代码开发平台，无需编程、代码或脚本。该软件的核心受众是没有游戏开发或编码知识的企划师、设计师和其他游戏爱好者。
2019年6月Buildbox被AppOnboard收购。
Buildbox由Trey Smith于2014年8月创立，其目标是“使游戏开发民主化，为任何人创造一种无需编码即可创建视频游戏的方式”它是一个跨平台开发工具，可以在Windows操作系统和OSX上运行。主要用于创建移动应用程序，Buildbox将最终游戏导出到 iOS、Android、亚马逊移动设备、亚马逊电视、Mac、PC和Steam。
Buildbox的主要功能是图像滴轮、资源栏、选项栏、碰撞编辑器、场景编辑器、货币化选项和改变游戏内的物理的滑块。 在使用 Buildbox 的同时，用户还可以访问超过20,000种游戏资源、音效和动画。
Buildbox的主要优势之一是创作者菜单，人们可以在其中创建游戏的骨架。然后用户可以从角色设置中更改或编辑角色或多个角色，编辑或更改环境设置（重力，摩擦）创建多个世界和关卡，创建硬币系统，加电，检查点，更改用户界面和按钮节点编辑器菜单，动画对象，创建横幅和视频广告，一键导出不同平台，存储源代码和编辑角色和对象组件。

## Buildbox 3
Buildbox 3于2019年5月正式推出，具有许多新功能，包括面向初学者的深入分步教程、14个新智能资源和40个新节点以及库中已有的数十个节点。Buildbox的最新版本是3.2.2版本，于 2020年6月10日发布。